# Alexandra Emmerling
Alexandra Emmerling (* 16. Juli 1999 in Darmstadt) ist eine deutsche Fußballspielerin.

## Karriere
Alexandra Emmerling begann 2005 beim Darmstädter Stadtteil- und Mehrspartensportverein TSG Wixhausen Fußball zu spielen und bestritt seit dem 28. November 2006 für diesen Verein Pflichtspiele. Zwischen 2011 und 2014 spielte Emmerling mit den männlichen D-Junioren der TSG Wixhausen und mit einem Zweitspielrecht bei den U14-Mädchen der SG Egelsbach. Alexandra Emmerling gehörte von 2013 (U15) bis 2015 (U18) den hessischen Auswahlmannschaften an. Mit Beginn der Saison 2014/15 wechselte Emmerling zum 1. FFC Frankfurt in die B-Juniorinnen-Bundesliga und gewann bereits im ersten Jahr mit ihrem Team die Süddeutsche Jugendmeisterschaft. In der Saison 2016/17 rückte Emmerling in die 2. Mannschaft auf und erzielte in 20 Spielen 5 Tore. Als eine von vier Zweitligaspielerinnen unterschrieb Alexandra Emmerling vor Saisonbeginn 2017/18 einen bis Juni 2019 datierten Profivertrag. Bereits am 9. Oktober 2016, in der der 2. DFB-Pokalrunde beim FV Hegau debütierte Emmerling in der 1. Mannschaft, und auch in den darauf folgenden Pokal-Partien kam sie zum Einsatz. In der Saison 2017/18 brachte es Emmerling auf insgesamt 6 Erstliga-Einsätze und gab ihr Liga-Debüt am 5. November 2017, dem 7. Spieltag, beim Heimspiel des 1. FFC gegen Werder Bremen. Ihr Startelf-Debüt gab Alexandra Emmerling am 13. Mai 2018 beim Heimspiel des 1. FFC gegen den SC Freiburg. Zur Saison 2020/21 wechselte sie zum Bundesliga-Aufsteiger SV Meppen. Ihr erstes Bundesliga-Tor erzielte Emmerling am 28. März 2021 zum 1:0 beim mit 3:2 gewonnenen Heimspiel gegen Werder Bremen. Meppen stieg nach der Saison wieder in die zweite Liga ab. Dort verhalf Emmerling ihrer Mannschaft mit 13 Saisontoren entscheidend zum direkten Wiederaufstieg. Zur Saison 2022/23 wechselte sie zu Bayer 04 Leverkusen und vor Saisonbeginn 2023/24 unterschrieb Alexandra Emmerling einen beim MSV Duisburg bis zum 30. Juni 2025 datierten Vertrag. Infolge des Abstiegs des MSV und des Rückzugs aus dem Profifußball im Sommer 2024 wurden die Verträge der Spielerinnen aufgelöst.
Die passionierte Schwimmerin und Skiläuferin ist beidfüßig veranlagt und kann ihre spielerischen Stärken sowohl im offensiven Mittelfeld als auch im Sturm anbringen.

## Erfolge
- 2015: Süddeutsche Jugend-Bundesliga-Meisterschaft (1. FFC Frankfurt, B-Juniorinnen Bundesliga 2014/15)
- 2015: Deutsche Schulmeisterschaft, Bronze-Medaille Schul-Weltmeisterschaft[14] in Guatemala (Carl-von-Weinberg-Schule, Frankfurt)[15]

## Persönliches
Alexandra Emmerling absolvierte die Oberstufe der Carl-von-Weinberg-Schule, einer Partnerschule des Leistungssports im Rahmen der Eliteschule des Sports am Standort Frankfurt am Main und erlangte dort 2017 im Alter von 17 Jahren die Allgemeine Hochschulreife (Abitur G8).